# Pero vetustaria
Pero vetustaria là một loài bướm đêm trong họ Geometridae.